# Gianfranco Lombardi (bassista)
Gianfranco Lombardi d'Aquino, noto come Gianfranco Lombardi (Napoli, 25 giugno 1941 – San Lorenzello, 1º ottobre 2020), è stato un bassista, arrangiatore e direttore d'orchestra italiano. 
Nel corso della sua lunga carriera ha attraversato diversi generi: dalla canzone d'autore al pop, dalla bossa nova agli arrangiamenti e orchestrazioni per il teatro, la televisione e il cinema.

## Biografia
Trasferitosi da Napoli, sua città natale, a Milano ha cominciato l'attività musicale nel 1962 come bassista ne I Ribelli di Adriano Celentano.

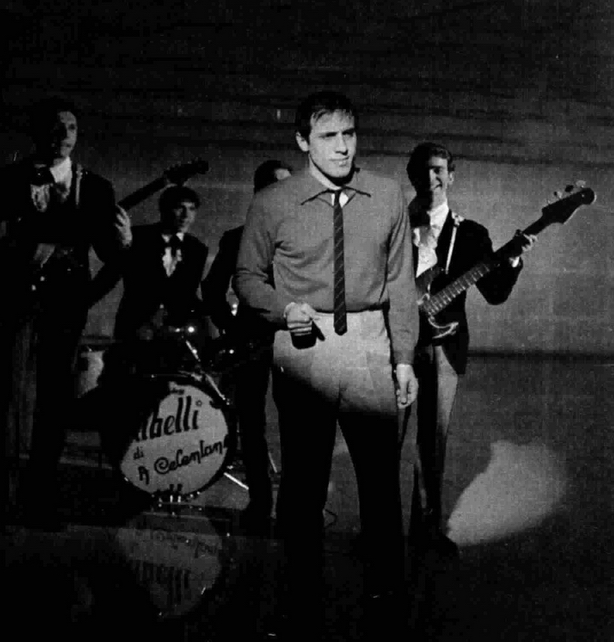
Gianfranco Lombardi con I Ribelli e Adriano Celentano

Negli anni tra il 1965 e il 1967 ha realizzato i suoi primi arrangiamenti con la casa discografica Ariston, curando artisti come Rosanna Fratello, Mino Reitano, Giovanna ed altri. Nel 1968 entra a far parte dell’orchestra di Ornella Vanoni dove, dopo circa un anno, ripresa l’attività di arrangiatore, dirige la Vanoni al Festival di Venezia portandola alla vittoria con “l’Appuntamento” e realizzando poi tutto l’album.
Sempre con la Vanoni, si è occupato degli arrangiamenti del secondo album riportandola a Venezia con Domani è un altro giorno. Successivamente partirà una collaborazione stabile che porterà Lombardi a collaborare a tutti gli LP della Vanoni (tra i quali La voglia la pazzia l'incoscienza l'allegria con Vinícius de Moraes e Toquinho), fino agli anni '80 con Oggi le canto così, vol.1.
(Ornella Vanoni)

Sempre nel periodo fra il 1970 e la fine degli anni '80 ha arrangiato LP e diretto artisti del calibro di Mina, Patty Pravo, Gigliola Cinquetti, Franco Califano, Drupi (celebri Vado via, presentato al Festival di Sanremo 1973 e Piccola e fragile diretto al Festival di Saint Vincent), New Trolls (Aldebaran, New Trolls, FS), Riccardo Fogli, Peppino Gagliardi, Sergio Endrigo, Mia Martini, Eduardo De Crescenzo, Umberto Tozzi, Raf e Gigi Proietti.
Nel 1974 scrive gli arrangiamenti e le orchestrazioni per il film I Guappi di Pasquale Squitieri. Sempre per Squitieri dirige, nel 1978, la colonna sonora de L'ambizioso. Per Angelo Branduardi ha scritto gli arrangiamenti e diretto le colonne sonore di: State buoni se potete (Premio Nastro d'argento e David di Donatello) e Momo. Ha diretto ancora Branduardi a Roma alle Terme di Caracalla e a Parigi con l'orchestra Sinfonica di Lussemburgo nella trasmissione di France 2 Le Grand Echiquier. Ha diretto nella stessa occasione un suo arrangiamento per orchestra del terzo tempo del Quartetto per archi di Debussy.
Nel 1980 ha arrangiato l'album "Franco Simone" di Franco Simone.
Ha inoltre partecipato come arrangiatore e direttore d'orchestra all'Eurovision Song Contest 1987, vincendo il terzo premio con Gente di mare cantata da Umberto Tozzi e Raf, alla trasmissione "Festival Italiano" di Mike Bongiorno del 1993 e a molte edizioni del Festival di Sanremo. Proprio al Festival di Sanremo 1994 ha arrangiato e diretto Giorgia con E poi e, nell'edizione del 1995, partecipa con Antonella Arancio e con il Trio Melody. Nell'edizione del 1996 ha diretto nuovamente Giorgia, Marina Rei e I Neri per Caso.
Oltre all'attività discografica, ha diretto le orchestre della RAI e curato le musiche e gli arrangiamenti in varie trasmissioni televisive della RAI tra cui Fantastico con Pippo Baudo (collaborando con il Maestro Pippo Caruso), Io a modo mio con Gigi Proietti, Cinema, amore mio con Monica Vitti, Chi tiriamo in ballo con Gigi Sabani, Giallo con Enzo Tortora, Stasera Lino con Lino Banfi, Il caso Sanremo con Renzo Arbore, Serata d’onore da Montecatini con Marisa Laurito e Stella tra le Stelle (Galà da Montecarlo) con Pippo Baudo. Per Mediaset ha curato le musiche per Paperissima e per Donne in prima linea con Marisa Laurito.
Per il teatro ha curato le musiche e gli arrangiamenti per gli spettacoli di Gigi Proietti Leggero, Leggero e A me gli occhi bis.
Con Renzo Arbore ha collaborato alla creazione della prima formazione dell'Orchestra Italiana scrivendo gli arrangiamenti e dirigendo Arbore e l'orchestra nelle prime tre performance televisive: presso la Galleria degli Uffizi a Firenze, a Roma nell'occasione del restauro della Fontana di Trevi e al Festival di Montreux.
Nel 1995 ha realizzato gli arrangiamenti dei brani fuori concorso per la nuova edizione de La Corrida di Corrado.
Nell'inverno del 1996 la RAI gli affida la direzione musicale di Sanremo Giovani nel quale dirige tutti i giovani in gara.
Successivamente la RAI gli affida anche la direzione musicale del Festival di Sanremo 1997, nel quale ha arrangiato e diretto Lionel Richie e Mireille Mathieu. Nello stesso anno ha curato la direzione musicale di Sanremo Top '97.
In seguito la RAI gli conferma per la seconda volta la direzione musicale di Sanremo Giovani 1997 e del Festival di Sanremo 1998 nel quale arrangia e dirige Michael Bolton (Nessun dorma) e José Feliciano, nonché la direzione musicale di Sanremo Top '98, edizione nella quale ha curato anche la realizzazione di tutti gli arrangiamenti.
Tra il '97 e il '98 ha realizzato l'album "Disco per l'estero" di Al Bano e ha curato la sua partecipazione al concerto a Lindt in Austria con Plácido Domingo e José Carreras. Nel 1998 realizza il disco di Branduardi Il dito e la luna. Nel giugno di quell'anno ha arrangiato e diretto l'orchestra per lo spettacolo di Pippo Baudo La Festa della Musica organizzato da RTL ai Fori Imperiali di Roma, con ospiti - fra gli altri - Alex Baroni, Niccolò Fabi, Syria, Angelo Branduardi. Sempre nel 1998 scrive gli arrangiamenti e dirige l'orchestra al Festival Internazionale di Sopot in Polonia, portando alla vittoria l'Italia con Alex Baroni e arrangia tre brani nel disco di Roberto Vecchioni.
Per la terza volta la Rai gli affida la direzione musicale di Sanremo Giovani nell'inverno 1998 e il Festival di Sanremo 1999 dove arrangia e dirige Ivano Fossati e José Carreras. Nell'estate dello stesso anno partecipa alla realizzazione del disco La disciplina della Terra di Ivano Fossati. Nell'estate partecipa alla seconda edizione del concerto La Festa della Musica condotto da Pippo Baudo e realizzato da RTL.
Nel novembre dello stesso anno la RAI gli affida la direzione musicale della prima edizione di "Sanremo si nasce".
Nel 2000 viene confermato per la quarta volta alla direzione musicale del Festival di Sanremo dove arrangia e dirige Tom Jones e Noa.
Realizza in seguito il disco di Angelo Branduardi su testi di San Francesco d’Assisi L'infinitamente piccolo. Nell'estate partecipa nuovamente alla terza edizione del concerto La Festa della Musica organizzato da RTL, con la conduzione di Carlo Conti a Milano e quella di Pippo Baudo a Roma. A novembre la RAI gli affida la direzione musicale della seconda edizione di "Sanremo si nasce" e gli affida per la quinta volta consecutiva la direzione musicale del Festival di Sanremo 2001, dove dirige anche l'ospite internazionale Moby.
Tra dicembre 2000 e gennaio 2001 ha scritto gli arrangiamenti di canzoni napoletane antiche (dal 1200 al 1700) per l'interpretazione di Angelo Branduardi e ha realizzato gli arrangiamenti per l'ultimo disco di Giorgio Gaber, La mia generazione ha perso.
A giugno 2001 partecipa alla trasmissione "Sanremo estate" come esperto musicale e scrive gli arrangiamenti per i dischi di Ornella Vanoni "E poi... la tua bocca da baciare" e "Un panino una birra e poi...".
Nel 2002 Raffaella Carrà gli affida la direzione musicale del programma RAI "Carramba! Che sorpresa", scrive gli arrangiamenti per il disco di Angelo Branduardi Altro ed altrove. Successivamente cura gli arrangiamenti per il disco di Ornella Vanoni con i successi di Burt Bacharach Sogni proibiti.
Nel 2003 partecipa al Festival di Sanremo con il brano Fossi un Tango con Iva Zanicchi, realizzandone anche il disco e realizza gli arrangiamenti per il disco Noi, le donne noi di Ornella Vanoni in occasione della ripresa della fiction Il bello delle donne. Nello stesso anno dirige l'orchestra per le trasmissioni di Rai1 "Il Premio Barocco 2003" e "Premio Regia Televisiva 2003" e viene invitato dal Conservatorio di Perugia a tenere un seminario sugli arrangiamenti per i diplomandi in composizione dell'anno accademico 2002/2003.
Più recentemente si è dedicato alla scrittura di arrangiamenti per orchestra di brani di musica classica scritti per strumento solo o piccoli organici di autori come Debussy, Chopin, Granados, Beethoven, Schubert ecc., approfondendo inoltre il già intrapreso studio dei capolavori della Canzone napoletana (dalle origini al 1945), scrivendone i relativi arrangiamenti e trasformandoli in veri e propri Lieder per voce ed orchestra seguendo gli stili dei grandi autori del Romanticismo e Post-romanticismo.
Nel 2005 ha scritto e realizzato, insieme al nipote Luigi Lombardi d'Aquino, gli arrangiamenti per il CD Le mie Emozioni di Guido De Angelis. Nel 2006 ha curato gli arrangiamenti per il doppio CD Quelli degli altri tutti qui di Claudio Baglioni. Nel 2007 ha scritto e realizzato gli arrangiamenti per archi del CD Una bellissima ragazza di Ornella Vanoni. Nel 2008 ha scritto e realizzato l'arrangiamento di Era de maggio per Andrea Bocelli, trasformando il brano in un duetto d'amore per voci e orchestra sinfonica che verrà inserito nel CD Incanto di Bocelli. Nel 2012 collabora come arrangiatore alla Fiction TV Caruso con la regia di Stefano Reali, partecipando, anche come comparsa, alle riprese al Teatro San Carlo di Napoli.
Muore il 1 ottobre 2020 nella casa materna a San Lorenzello all'età di 79 anni.

## Curiosità
Da qualche anno Gianfranco Lombardi si era trasferito a San Lorenzello, nella campagna della provincia di Benevento, nella casa avita che fu della madre, giornalista e poetessa napoletana Maria Luisa d'Aquino.